# 구텐베르크-릭터 법칙

b 값이 1일 때 구텐베르크-릭터 그래프의 모습

구텐베르크-릭터 법칙(Gutenberg–Richter law, GR 법칙)은 지진학의 법칙 중 하나로 지진의 규모와 발생 횟수 사이의 관계를 설명하는 공식이다. 그 공식은 다음과 같다.
{\displaystyle \!\,\log _{10}N=a-bM}
또는
{\displaystyle \!\,N=10^{a-bM}}
이 식에서
- {\displaystyle \!\,N}은 규모 {\displaystyle \!\,\geq M}의 지진이 일어날 횟수이다.
- {\displaystyle \!\,a}와 {\displaystyle \!\,b}는 상수이다.

여기서, 상수 b(b값이라 함)은 보통 1.0이다. 이 말은 규모 M4.0의 지진보다 규모 M3.0의 지진이 10배 많이 일어나며, M2.0의 지진은 100배 많이 일어날 것이라는 것을 의미한다. 이러한 b값은 상황이나 환경에 따라 최소 0.5에서 2까지 바뀌기도 한다. 군발지진과 같은 경우에는 최대 2.5까지 올라간다.

## 배경
지진 규모와 그 발생빈도 사이의 관계는 1944년 찰스 릭터와 베노 구텐베르크가 미국 캘리포니아주의 지진을 연구한 논문에서 처음 발표했으며, 1949년 전 세계 지진 연구로 확대해서 일반화했다. 지진의 규모와 발생 빈도 사이 관계는 매우 일반화되어 있지만, 지역, 혹은 시간에 따라 공식의 a와 b값이 달라질 수 있다.

## 특성

### b값

여러 b값에 따른 구텐베르크-릭터 공식 그래프의 모습. b값이 클수록 규모에 따른 발생 빈도가 낮아지는 비율이 더 커진다.

구텐베르크-릭터 법칙의 b값은 일반적으로 지진이 활발히 일어나는 지역에서 1.0에 가깝게 나타난다. 이 말은 규모 M4.0의 지진 발생 빈도와 비교하면 M3.0의 지진은 10배, M2.0의 지진은 100배 더 많이 일어난다는 의미이다. 하지만 지진 발생 지역의 지반 환경에 따라 b값은 대략 0.5에서 2까지 범위로 변동될 수 있다. 특히 군발지진이 발생하면 b값이 최대 2.5까지 높아질 수 있으며 작은 지진에 비해 큰 지진도 매우 큰 비율로 일어난다.
관측된 일부 b값의 공간적, 시간적 변화에 대한 해석으로는 여러 논쟁이 있다. b값의 변화를 설명하기 위해 가장 많이 언급되는 원인으로는 암반에 가해지는 응력, 진원 깊이, 발진기구해, 암반의 강성율, 국지단층파괴 정도 등등이 있다. 실험실 내에서는 암반의 지진 실험을 할 때 완전히 파괴되기 전에 변형된 샘플에서 b값이 감소되는 현상이 관측되었는데 이를 통해 b값의 갑작스러운 감소는 지진이 일어나기 전 전조현상이라는 주장도 나왔다. 통계물리학적으로는 대규모 지진 목록을 통해 구텐베르크-릭터 법칙이 일반론적으로 잘 성립되고 거시적 지진에 가까울 때 변화를 설명하는 이론적 틀을 제공하긴 하지만, 이를 지진 예측에 적용해서 b값이 변동될 때 전부 지진이 일어날 것이다라고 말하기는 어렵다. 대신 b값이 1.0과 크게 다를 경우 지진 목록이 다 채워지지 않아 불완전하거나 규모 계산에 오류가 있는 등 지진 데이터세트에 문제가 있다고 분석할 수도 있다.

b값이 1.0일 이상적인 경우에 구텐베르크-릭터 법칙과 실제의 롤오프 비교

모든 지진 목록에서는 경험적 법칙으로 더 작은 지진 규모 범위와 비교할 때 점점 b값이 작아지는 현상이 발견된다. 이를 b값의 '롤오프'라고 말하는데 구텐베르크-릭터 법칙을 그린 그래프를 로그 눈금 단위로 그릴 경우 규모가 낮은 끄트머리에서 실 데이터는 그래프가 거의 평평해지는 롤오프 현상이 일어난다. 이런 일이 일어나는 가장 대표적인 이유로는 대부분의 작은 지진이 전부 감지하고 정확하게 측정하기에는 에너지가 너무 작아 빠지는 경우가 많고(즉 완전성 규모가 커짐), 이 때문에 지진 데이터 목록이 불완전해져서 실제 법칙과 오차가 생긴다. 대부분의 지역에서는 기기 신호 대 잡음 수준이 작아져 미소지진을 감지하고 기록할 수 있는 지진관측소의 수가 적고, 이 때문에 수많은 미소지진이 목록화되지 않는다. 하지만 일부 최신 지진 역학 모델에서는 지진의 규모 분포가 원래부터 물리적으로 '롤오프'가 있을 가능성, 즉 규모가 작은 지진의 수는 생각보다 더 적다고 주장하는 이론도 존재한다.

### a값
구텐베르크-릭터 법칙에서 a값은 해당 지역의 총지진발생률을 나타낸다. 구텐베르크-릭터 법칙에서 역으로 총 지진의 발생 횟수를 유도하면 아래와 같다.
{\displaystyle N=N_{\mathrm {TOT} }10^{-bM}\ }
여기서,
{\displaystyle N_{\mathrm {TOT} }=10^{a},\ }
즉 규모 M0 이상의 총 지진 발생 횟수를 의미한다. {\displaystyle 10^{a}\ }가 총 지진 발생 횟수이므로 {\displaystyle 10^{-bM}\ }는 해당 지진의 발생 확률이라 볼 수도 있다.

## 일반화
여러 새 모델에서는 구텐베르크-릭터 법칙 모델을 일반화했다. 그 중에서는 2004년 오스카 소톨롱고코스타와 A. 포사디스가 발표한 모델이 있으며, 2006년에는 R. 실버 등이 아래와 같이 수정한 일반화 형태를 발표했다.
{\displaystyle \log N_{>m}=\log N+\left({\frac {2-q}{1-q}}\right)\log \left[1-\left({\frac {1-q}{2-q}}\right)\left({\frac {10^{2m}}{a^{2/3}}}\right)\right]}
여기서 N은 총 지진 발생 횟수, a는 비례상수, q는 평형물리계에서 볼츠만-깁스 통계로는 설명할 수 없는 계를 특성화하기 위해 콘스탄치누 트살리스가 도입한 비확장성 매개변수이다.
N. V. 살리스, E. S. 스코르다스, P. A. 바로트소스 등이 발표한 논문에서 위의 일반화된 공식은 특정 규모 임계값 이상에서 아래와 같이 원래의 구텐베르크-릭터 법칙으로 유도할 수 있다는 것을 발견했다.
{\displaystyle b={\frac {2(2-q)}{q-1}}}
또한 일반화된 로지스틱 함수 방정식으로 구텐베르크-릭터 법칙을 일반화하는 경우도 있다. 이 모델에서는 b값을 중앙대서양, 카나리아 제도, 마젤란 산맥, 동해에서 기록된 지진을 통해 밝혀졌다. 일반화한 로지스틱 방정식은 N. 버러드와 J. M. 찬드라 키샨이 콘크리트의 음향 방출에 적용했다. 버러드는 일반화된 로지스틱 방정식에서 나오는 b값이 단층파괴에 따라 단조형식으로 증가한다는 점을 보여주었고 이를 단층파괴 준수 b값이라 불렀다.
베이즈 통계법을 이용한 새로운 기법을 활용해 구텐베르크-릭터 법칙을 새롭게 일반화하는 방법도 발표되었다. 여기서 구텐베르크-릭터 법칙의 b값을 대체하는 형태도 나왔으며, 2010년에서 2016년 사이 칠레에서 발생한 지진에 대해 새롭게 발표한 베이즈 통계법식 일반화 법칙을 적용했다.

## 같이 보기
- 본진과 여진
- 군발지진

## 참고 문헌
- Pathikrit Bhattacharya, Bikas K Chakrabarti, Kamal, and Debashis Samanta, "Fractal models of earthquake dynamics", Heinz Georg Schuster (ed), Reviews of Nonlinear Dynamics and Complexity, pp. 107–150 V.2, Wiley-VCH, 2009 ISBN 3-527-40850-9.
- B. Gutenberg and C.F. Richter, Seismicity of the Earth and Associated Phenomena, 2nd ed. (Princeton, N.J.: Princeton University Press, 1954).
- Jon D. Pelletier, "Spring-block models of seismicity: review and analysis of a structurally heterogeneous model coupled to the viscous asthenosphere" Geocomplexity and the Physics of Earthquakes, American Geophysical Union, 2000 ISBN 0-87590-978-7.